# Droga wojewódzka 341
Die Droga wojewódzka 341 (DW 341) ist eine 33 Kilometer lange Droga wojewódzka (Woiwodschaftsstraße) in der polnischen Woiwodschaft Niederschlesien, die Prawików mit Pęgów verbindet. Die Strecke liegt im Powiat Trzebnicki und im Powiat Wołowski.

## Streckenverlauf
Woiwodschaft Niederschlesien, Powiat Wołowski
-  Prawików (Praukau) (DW 338)
- Grodzanów
- Pogalewo Wielkie
- Pogalewo Małe
- Brzeg Dolny (Dyhernfurth)
- Stary Dwór (Althof)

Woiwodschaft Niederschlesien, Powiat Trzebnicki
- Uraz (Auras)
-  Pęgów (Hennigsdorf) (DW 342, DW 475)